# Encino (Texas)
|  | Dieser Artikel wurde aufgrund von inhaltlichen Mängeln auf der Qualitätssicherungsseite des Projektes USA eingetragen. Hilf mit, die Qualität dieses Artikels auf ein akzeptables Niveau zu bringen, und beteilige dich an der Diskussion! Eine nähere Beschreibung der zu behebenden Mängel fehlt. |

Encino ist ein Census-designated place im Brooks County im US-Bundesstaat Texas. Laut Volkszählung im Jahr 2020 hatte sie eine Einwohnerzahl von 109 auf einer Fläche von 17,5 km². Die Bevölkerungsdichte lag bei 6,2 Einwohnern pro km².